# Воспоминания о будущем (фильм, 1970)
«Воспомина́ния о бу́дущем» (нем. Erinnerungen an die Zukunft; в англоязычном прокате — «Колесни́цы бого́в», англ. Chariots of the Gods) — западногерманский научно-популярный документальный фильм, снятый австрийским режиссёром Харальдом Райнлем в 1970 году по мотивам книг швейцарского публициста и уфолога Эриха фон Дэникена «Колесницы богов» и «Возвращение к звёздам».

## Сюжет
Фильм, рассматривающий возможные варианты происхождения человеческой цивилизации в свете гипотезы о палеоконтакте, пытается пересмотреть традиционные представления об истоках человеческой культуры и цивилизации. Авторы фильма выдвигают свою версию ответов на вопросы о том, кто построил египетские пирамиды, кого изображают статуи острова Пасхи, кто и для кого нарисовал гигантские рисунки на плато Наска в Южной Америке; во всех случаях это оказываются инопланетяне.

## Саундтрек
Саундтрек к фильму сочинён немецким композитором Петером Томасом. Мелодия-лейтмотив фильма некоторое время использовалась в качестве музыкальной заставки к телевизионной передаче «Очевидное — невероятное».